# Coppa Italia 2018-2019 (calcio a 5)
La Coppa Italia 2018-2019 è stata la 34ª edizione assoluta della manifestazione e la 16ª disputata con la formula final eight. Dopo quindici anni in cui la partecipazione alla Coppa Italia era stata limitata alle migliori otto formazioni della Serie A al termine del girone di andata della stagione regolare (l'ultima edizione in cui parteciparono tutte le squadre fu quella del 2002-03), questa edizione ritorna aperta a tutte le squadre iscritte alla Serie A. Il torneo si è giocata dal 1º al 24 marzo 2019.

## Formula
Il torneo si è svolto con gare a eliminazione diretta di sola andata. In aggiunta alla fase finale, la formula di quest'edizione prevede un turno preliminare. Solamente nel turno preliminare e nella finale, in caso di parità dopo 40', si sono svolti due tempi supplementari di 5 minuti ciascuno, mentre nei quarti e nelle semifinali, in caso di parità dopo i tempi regolamentari, la vittoria è stata determinata direttamente dai tiri di rigore.

## Squadre qualificate
Erano iscritte d'ufficio tutte le società partecipanti al campionato nazionale maschile di Serie A. Le prime quattro squadre al termine del girone di andata del campionato di Serie A hanno avuto accesso direttamente ai quarti di finale, mentre le rimanenti si sono scontrate tra loro nel turno preliminare.
| Teste di serie | Teste di serie | Turno preliminare | Turno preliminare | Turno preliminare | Turno preliminare |
| 1              | Acqua e Sapone | 5                 | Maritime          | 9                 | Civitella         |
| 2              | Italservice    | 6                 | CAME Treviso      | 10                | Latina            |
| 3              | Napoli         | 7                 | Feldi Eboli       | 11                | Arzignano         |
| 4              | Real Rieti     | 8                 | Meta Catania      | 12                | Lazio             |

## Turno preliminare
Originariamente in programma per il 16 marzo, il turno preliminare è stato anticipato al 2 marzo 2019, distribuendo gli incontri tra il 1° e il 4 marzo per rispettare le esigenze delle emittenti televisive. Gli abbinamenti sono stati predeterminati prima dell'inizio della competizione in base alla posizione in classifica occupata dalle società al termine del girone di andata. Gli incontri si sono disputati in gara unica in casa della squadra meglio classificata.
| Arbitri: | Donato Lamanuzzi (Molfetta) Lorenzo Cursi (Jesi) |
| Crono:   | Pasquale Crocifoglio (Napoli)                    |

|                                |           |                  |
| Fornari 13'10'’ Romano 21'16'’ | Marcatori | 16'09'’ Cangussú |

| Arbitri: | Daniele Di Resta (Roma 2) Ferruccio Prisma (Crotone) Vincenzo Brischetto (Acireale) |
| Crono:   | Salvatore Pagano (Catania)                                                          |

| |           |                            |
| Espíndola 3'15'’, 35’ Tres 4'18'’ Azzoni 11’ Dalcin 11'40'’, 18'30'’ Ernani 20'04'’ Silvestri 38'42'’ | Marcatori | 17’ Misael 27'01'’ Fabinho |

| Arbitri: | Stefano Pani (Oristano) Riccardo Davì (Bologna) |
| Crono:   | Francesco Amato (Ragusa)                        |

|                                           |           |                                    |
| Caio Japa 5'11'’ Zanchetta 16'37'’ (t.l.) | Marcatori | 2'32'’, 7'05'’ Gedson 40’ Biscossi |

| Arbitri: | Fabrizio Burattoni (Lugo di Romagna) Francesco Scarpelli (Padova) Giulio Colombin (Bassano del Grappa) |
| Crono:   | Daniel Borgo (Schio)                                                                                   |

|                                                                    |           |                                                        |
| Bellomo 4'35'’ Grippi 15'59'’, 32'18'’ Igor 18'46'’ Fusari 35'19'’ | Marcatori | 5'56'’, 6'43'’ Motta 34'07'’ Salamone 38'58'’ Linhares |

## Fase finale

### Tabellone
|  | Quarti di finale | Quarti di finale | Quarti di finale |                |             | Semifinali  | Semifinali | Semifinali |  |  | Finale | Finale | Finale |  |
|  |                  |                  |                  |                |             |             |            |            |  |  |        |        |        |  |
|  | 3                | Napoli           | 0                |                |             |             |            |            |  |  |        |        |        |  |
|  | 3                | Napoli           | 0                |                |             |             |            |            |  |  |        |        |        |  |
|  | 7                | Feldi Eboli      | 6                |                |             |             |            |            |  |  |        |        |        |  |
|  | 7                | Feldi Eboli      | 6                |                | Feldi Eboli | Feldi Eboli | 3          |            |  |  |        |        |        |  |
|  |                  |                  |                  |                | Feldi Eboli | Feldi Eboli | 3          |            |  |  |        |        |        |  |
|  |                  |                  | Italservice      | Italservice    | 4           |             |            |            |  |  |        |        |        |  |
|  | 2                | Italservice      | Italservice      | Italservice    | 4           | 4           |            |            |  |  |        |        |        |  |
|  | 2                | Italservice      |                  |                |             |             |            |            |  |  |        |        |        |  |
|  | 6                | CAME Treviso     | 1                |                |             |             |            |            |  |  |        |        |        |  |
|  | 6                | CAME Treviso     | 1                |                | Italservice | Italservice | 0          |            |  |  |        |        |        |  |
|  |                  |                  |                  |                |             |             |            |            |  |  |        |        |        |  |
|  |                  |                  | Acqua e Sapone   | Acqua e Sapone | 1           |             |            |            |  |  |        |        |        |  |
|  | 4                | Real Rieti       | Acqua e Sapone   | Acqua e Sapone | 1           | 1           |            |            |  |  |        |        |        |  |
|  | 4                | Real Rieti       |                  |                |             |             |            |            |  |  |        |        |        |  |
|  | 8                | Meta Catania     | 0                |                |             |             |            |            |  |  |        |        |        |  |
|  | 8                | Meta Catania     | 0                |                | Real Rieti  | Real Rieti  | 3          |            |  |  |        |        |        |  |
|  |                  |                  |                  |                | Real Rieti  | Real Rieti  | 3          |            |  |  |        |        |        |  |
|  |                  |                  | Acqua e Sapone   | Acqua e Sapone | 7           |             |            |            |  |  |        |        |        |  |
|  | 1                | Acqua e Sapone   | Acqua e Sapone   | Acqua e Sapone | 7           | 6           |            |            |  |  |        |        |        |  |
|  | 1                | Acqua e Sapone   |                  |                |             |             |            |            |  |  |        |        |        |  |
|  | 12               | Lazio            | 2                |                |             |             |            |            |  |  |        |        |        |  |

### Quarti di finale
| Loiano 20 marzo 2019, ore 18:00 | Napoli                                                                                      | 0 – 6 (2-0) referto | Feldi Eboli | Palazzetto dello Sport\| Arbitri: \| Daniele Di Resta (Roma 2) Giulio Colombin (Bassano del Grappa) Francesco Scarpelli (Padova) \| \| Crono: \| Daniel Borgo (Schio) \| |
| Arbitri:                        | Daniele Di Resta (Roma 2) Giulio Colombin (Bassano del Grappa) Francesco Scarpelli (Padova) |                     |             | |
| Crono:                          | Daniel Borgo (Schio)                                                                        |                     |             | |

| Arbitri: | Donato Lamanuzzi (Molfetta) Vincenzo Sgueglia (Civitavecchia) Fabrizio Burattoni (Lugo di Romagna) |
| Crono:   | Fabiano Maragno (Bologna)                                                                          |

|                                                           |           |                |
| Borruto 16'14'’ Marcelinho 26'23'’ Canal 28'18'’, 37'17'’ | Marcatori | 24'18'’ Fusari |

| Arbitri: | Salvatore Minichini (Ercolano) Natale Mazzone (Imola) Riccardo Davì (Bologna) |
| Crono:   | Michele Ronca (Rovigo)                                                        |

|                  |           |  |
| Nicolodi 19'06'’ | Marcatori |  |

| Arbitri: | Luca Mario Vannucchi (Prato) Chiara Perona (Biella) Stefano Parrella (Cesena) |
| Crono:   | Mirco Rossini (Firenze)                                                       |

|                                                                                 |           |                                |
| De Oliveira 3'56’, 35'07’ Cuzzolino 24'27'’, 39'38’ Lima 32'22'’ Murilo 36'28'’ | Marcatori | 34'38’ Gedson 36'16'’ Chilelli |

### Semifinali
| Arbitri: | Rocco Morabito (Vercelli) Gianfranco Marangi (Brindisi) Lorenzo Di Guilmi (Vasto) |
| Crono:   | Ciro Oliviero (Pesaro)                                                            |

|                                       |           |                                                          |
| Arrieta 7'23'’, 30'12'’ Laion 21'00'’ | Marcatori | 24'14’, 26'27'’ Borruto 24'22'’ Marcelinho 37'57'’ Canal |

| Arbitri: | Angelo Galante (Ancona) Andrea Campi (Ciampino) Simone Micciulla (Roma 2) |
| Crono:   | Giovanni Zannola (Ostia Lido)                                             |

|                                                 |           |                                                                                         |
| Kakà 23'26'’ Joãozinho 27'34'’ Nicolodi 34'46'’ | Marcatori | 16'22'’, 19'02’, 29'07'’, 32'15'’ Lukaian 21'00'’ Calderolli 31'37'’, 37'55'’ Cuzzolino |

### Finale
| Arbitri: | Alessandro Malfer (Rovereto) Dario Pezzuto (Lecce) Lorenzo Cursi (Jesi) |
| Crono:   | Dario Di Nicola (Pescara)                                               |

| |            | |
| | Marcatori  | 37'10'’ Cuzzolino |
| · Michele Miarelli · Ricardo Caputo · Humberto Honorio · Pablo Taborda · Marcelinho · You Nouss Guennounna · Paolo Del Grosso · Felipe Tonidandel · Giuliano Fortini · Cristian Borruto · Mauro Canal · Alessandro Polidori · Mateus Garcia · Marco Borea | Formazioni | · Stefano Mammarella · Gabriel Lima · Leandro Cuzzolino · Murilo Ferreira · Lukaian Baptista · Luan Fiuza · Mirco Casassa · Marco Ercolessi · Michele Iervolino · Danilo Marrazzo · Fabricio Calderolli · Júlio De Oliveira · Coco Wellington · Jonas |
| Fulvio Colini | Allenatori | Faustino Pérez |